# 7.ª etapa do Giro d'Italia de 2021
A 7.ª etapa do Giro d'Italia de 2021 desenvolveu-se em 14 de maio de 2021 entre Notaresco e Termoli sobre um percurso de 181 km e foi vencida ao sprint pelo australiano Caleb Ewan da equipa Lotto Soudal. O húngaro Attila Valter conseguiu manter a liderança.

## Perfil da etapa
Esta etapa de planície liga Notaresco (região das Abruzos) a Termoli (região do Molise) na uma distância de 181 quilómetros. Ela passa principalmente perto do Mar Adriático. Ela apenas conta com uma cota situadas em (Chieti, 4.º categoria após 62,3 quilómetros). No entanto, a estrada eleva-se algumas vezes quando o traçado abandona temporariamente a costa adriatica. A chegada de Termoli caracteriza-se por uma breve subida de 200 m a uma dezena de % localizada a 1 700 m da chegada seguida por um falso plano perto da linha de chegada.

## Desenvolvimento da etapa
Assim que a saída esteve lançada, o suíco Simon Pellaud (Androni-Giocattoli), o Italiano Umberto Marengo (Bardiani) e o Britânico Mark Christian (Eolo-Kometa) fizeram uma fuga do pelotão. Este trío vai contar até cinco minutos de antemão ao pelotão. Mas o trabalho das equipas dos sprinteres e o vento de cara anularam as ambições de vitória das três fujidos que foram apanhados a 17 quilómetros da chegada. O sprinter colombiano Fernando Gaviria (UAE) lança o sprint de longe mas faz-se atingir e sobresair pelo Australiano Caleb Ewan (Lotto-Soudal) que consegue uma segunda vitória neste Giro com um corpo de vantagem ao Italiano Davide Cimolai (Israel Start-Up) e o Belga Tim Merlier (Alpecin Fenix).

## Resultados

### Classificação da etapa
| Notaresco - Termoli | etapa plana | (181 km) |

| \| Classificação por etapas \| Classificação por etapas \| Classificação por etapas \| Classificação por etapas \| Classificação por etapas \| \| Ciclista \| Ciclista \| Equipe \| Tempo \| \| \| ------------------------ \| ------------------------ \| ---------------------------------- \| ------------------------ \| ------------------------ \| \| 1. \| Caleb Ewan \| Lotto-Soudal \| 4h42m12s \| \| \| 2. \| Davide Cimolai \| Israel Start-Up Nation \| + 0s \| \| \| 3. \| Tim Merlier \| Alpecin-Fenix \| + 0s \| \| \| 4. \| Matteo Moschetti \| Trek-Segafredo \| + 0s \| \| \| 5. \| Andrea Pasqualon \| Intermarché-Wanty-Gobert Matériaux \| + 0s \| \| \| 6. \| Fernando Gaviria \| UAE Team Emirates \| + 0s \| \| \| 7. \| Dylan Groenewegen \| Jumbo-Visma \| + 0s \| \| \| 8. \| Max Kanter \| Team DSM \| + 0s \| \| \| 9. \| Filippo Fiorelli \| Bardiani CSF Faizanè \| + 0s \| \| \| 10. \| Juan Sebastián Molano \| UAE Team Emirates \| + 0s \| \| |                       |                                    |          |
| |                       |                                    |          |
| Fonte: ProCyclingStats |                       |                                    |          |
| Classificação por etapas |                       |                                    |          |
| Ciclista | Ciclista              | Equipe                             | Tempo    |
| 1. | Caleb Ewan            | Lotto-Soudal                       | 4h42m12s |
| 2. | Davide Cimolai        | Israel Start-Up Nation             | + 0s     |
| 3. | Tim Merlier           | Alpecin-Fenix                      | + 0s     |
| 4. | Matteo Moschetti      | Trek-Segafredo                     | + 0s     |
| 5. | Andrea Pasqualon      | Intermarché-Wanty-Gobert Matériaux | + 0s     |
| 6. | Fernando Gaviria      | UAE Team Emirates                  | + 0s     |
| 7. | Dylan Groenewegen     | Jumbo-Visma                        | + 0s     |
| 8. | Max Kanter            | Team DSM                           | + 0s     |
| 9. | Filippo Fiorelli      | Bardiani CSF Faizanè               | + 0s     |
| 10. | Juan Sebastián Molano | UAE Team Emirates                  | + 0s     |

### Classificações ao final da etapa
- As classificações finalizaram da seguinte forma:[2]

### Bonificações
|   | Corredor        | País        | Equipa                      | Segundos |
| - | --------------- | ----------- | --------------------------- | -------- |
| 1 | Umberto Marengo | Itália      | Bardiani CSF Faizanè        | 3 s      |
| 2 | Simon Pellaud   | Suíça       | Androni Giocattoli-Sidermec | 2 s      |
| 3 | Mark Christian  | Reino Unido | Eolo-Kometa                 | 1 s      |

|   | Corredor       | País      | Equipa                 | Segundos |
| - | -------------- | --------- | ---------------------- | -------- |
| 1 | Caleb Ewan     | Austrália | Lotto-Soudal           | 10 s     |
| 2 | Davide Cimolai | Itália    | Israel Start-Up Nation | 6 s      |
| 3 | Tim Merlier    | Bélgica   | Alpecin-Fenix          | 4 s      |

### Classificação geral(Maglia Rosa)
| \| Classificação geral \| Classificação geral \| Classificação geral \| Classificação geral \| Classificação geral \| \| Ciclista \| Ciclista \| Equipe \| Tempo \| \| \| ------------------- \| ------------------- \| ---------------------- \| ------------------- \| ------------------- \| \| 1. \| Attila Valter \| Groupama-FDJ \| 26h59m18s \| \| \| 2. \| Remco Evenepoel \| Deceuninck-Quick Step \| + 11s \| \| \| 3. \| Egan Bernal \| Ineos Grenadiers \| + 16s \| \| \| 4. \| Aleksandr Vlasov \| Astana-Premier Tech \| + 24s \| \| \| 5. \| Louis Vervaeke \| Alpecin-Fenix \| + 25s \| \| \| 6. \| Hugh Carthy \| EF Education-Nippo \| + 38s \| \| \| 7. \| Damiano Caruso \| Bahrain Victorious \| + 39s \| \| \| 8. \| Giulio Ciccone \| Trek-Segafredo \| + 41s \| \| \| 9. \| Daniel Martin \| Israel Start-Up Nation \| + 47s \| \| \| 10. \| Simon Yates \| BikeExchange \| + 49s \| \| |                  |                        |           |
| |                  |                        |           |
| Fonte: ProCyclingStats |                  |                        |           |
| Classificação geral |                  |                        |           |
| Ciclista | Ciclista         | Equipe                 | Tempo     |
| 1. | Attila Valter    | Groupama-FDJ           | 26h59m18s |
| 2. | Remco Evenepoel  | Deceuninck-Quick Step  | + 11s     |
| 3. | Egan Bernal      | Ineos Grenadiers       | + 16s     |
| 4. | Aleksandr Vlasov | Astana-Premier Tech    | + 24s     |
| 5. | Louis Vervaeke   | Alpecin-Fenix          | + 25s     |
| 6. | Hugh Carthy      | EF Education-Nippo     | + 38s     |
| 7. | Damiano Caruso   | Bahrain Victorious     | + 39s     |
| 8. | Giulio Ciccone   | Trek-Segafredo         | + 41s     |
| 9. | Daniel Martin    | Israel Start-Up Nation | + 47s     |
| 10. | Simon Yates      | BikeExchange           | + 49s     |

### Classificação por pontos(Maglia Ciclamino)
| Classificação por pontos | Classificação por pontos | Classificação por pontos    | Classificação por pontos | Classificação por pontos |
| Ciclista                 | Ciclista                 | Equipe                      | Pontos                   |                          |
| ------------------------ | ------------------------ | --------------------------- | ------------------------ | ------------------------ |
| 1.                       | Caleb Ewan               | Lotto-Soudal                | 106 pts                  |                          |
| 2.                       | Tim Merlier              | Alpecin-Fenix               | 83 pts                   |                          |
| 3.                       | Giacomo Nizzolo          | Qhubeka Assos               | 76 pts                   |                          |
| 4.                       | Elia Viviani             | Cofidis                     | 69 pts                   |                          |
| 5.                       | Davide Cimolai           | Israel Start-Up Nation      | 66 pts                   |                          |
| 6.                       | Peter Sagan              | Bora-Hansgrohe              | 57 pts                   |                          |
| 7.                       | Fernando Gaviria         | UAE Team Emirates           | 42 pts                   |                          |
| 8.                       | Matteo Moschetti         | Trek-Segafredo              | 42 pts                   |                          |
| 9.                       | Filippo Tagliani         | Androni Giocattoli-Sidermec | 39 pts                   |                          |
| 10.                      | Filippo Fiorelli         | Bardiani CSF Faizanè        | 39 pts                   |                          |

### Classificação da montanha(Maglia Azzurra)
| Classificação da montanha | Classificação da montanha | Classificação da montanha          | Classificação da montanha | Classificação da montanha |
| Ciclista                  | Ciclista                  | Equipe                             | Pontos                    |                           |
| ------------------------- | ------------------------- | ---------------------------------- | ------------------------- | ------------------------- |
| 1.                        | Gino Mäder                | Bahrain Victorious                 | 26 pts                    |                           |
| 2.                        | Geoffrey Bouchard         | AG2R Citroën Team                  | 18 pts                    |                           |
| 3.                        | Vincenzo Albanese         | Eolo-Kometa                        | 16 pts                    |                           |
| 4.                        | Rein Taaramäe             | Intermarché-Wanty-Gobert Matériaux | 13 pts                    |                           |
| 5.                        | Matej Mohorič             | Bahrain Victorious                 | 10 pts                    |                           |
| 6.                        | Alessandro De Marchi      | Israel Start-Up Nation             | 10 pts                    |                           |
| 7.                        | Francesco Gavazzi         | Eolo-Kometa                        | 9 pts                     |                           |
| 8.                        | Simon Pellaud             | Androni Giocattoli-Sidermec        | 9 pts                     |                           |
| 9.                        | Egan Bernal               | Ineos Grenadiers                   | 8 pts                     |                           |
| 10.                       | Simone Ravanelli          | Androni Giocattoli-Sidermec        | 8 pts                     |                           |

### Classificação dos jovens(Maglia Bianca)
| Classificação dos jovens | Classificação dos jovens | Classificação dos jovens | Classificação dos jovens | Classificação dos jovens |
| Ciclista                 | Ciclista                 | Equipe                   | Tempo                    |                          |
| ------------------------ | ------------------------ | ------------------------ | ------------------------ | ------------------------ |
| 1.                       | Attila Valter            | Groupama-FDJ             | 26h59m18s                |                          |
| 2.                       | Remco Evenepoel          | Deceuninck-Quick Step    | + 11s                    |                          |
| 3.                       | Egan Bernal              | Ineos Grenadiers         | + 16s                    |                          |
| 4.                       | Aleksandr Vlasov         | Astana-Premier Tech      | + 24s                    |                          |
| 5.                       | Daniel Felipe Martínez   | Ineos Grenadiers         | + 1m06s                  |                          |
| 6.                       | Tobias Foss              | Jumbo-Visma              | + 1m53s                  |                          |
| 7.                       | Jai Hindley              | Team DSM                 | + 3m29s                  |                          |
| 8.                       | Gino Mäder               | Bahrain Victorious       | + 3h30m00s               |                          |
| 9.                       | Harold Tejada            | Astana-Premier Tech      | + 4h13m00s               |                          |
| 10.                      | João Almeida             | Deceuninck-Quick Step    | + 4h49m00s               |                          |

### Classificação por equipas"Súper team"
| Classificação por equipes | Classificação por equipes | Classificação por equipes | Classificação por equipes |
| Equipe                    | Equipe                    | Tempo                     |                           |
| ------------------------- | ------------------------- | ------------------------- | ------------------------- |
| 1.                        | Bahrain Victorious        | 80h59m58s                 |                           |
| 2.                        | Ineos Grenadiers          | + 39s                     |                           |
| 3.                        | Team BikeExchange         | + 2m48s                   |                           |
| 4.                        | Trek-Segafredo            | + 3m48s                   |                           |
| 5.                        | Deceuninck-Quick Step     | + 5m47s                   |                           |
| 6.                        | EF Education-Nippo        | + 6m10s                   |                           |
| 7.                        | Team DSM                  | + 12m55s                  |                           |
| 8.                        | Movistar Team             | + 13m46s                  |                           |
| 9.                        | Jumbo-Visma               | + 18m39s                  |                           |
| 10.                       | Astana-Premier Tech       | + 21m25s                  |                           |

## Abandonos
- Domenico Pozzovivo não tomou a saída depois de sofrer duas quedas na etapa anterior.[3]